# تریوییم

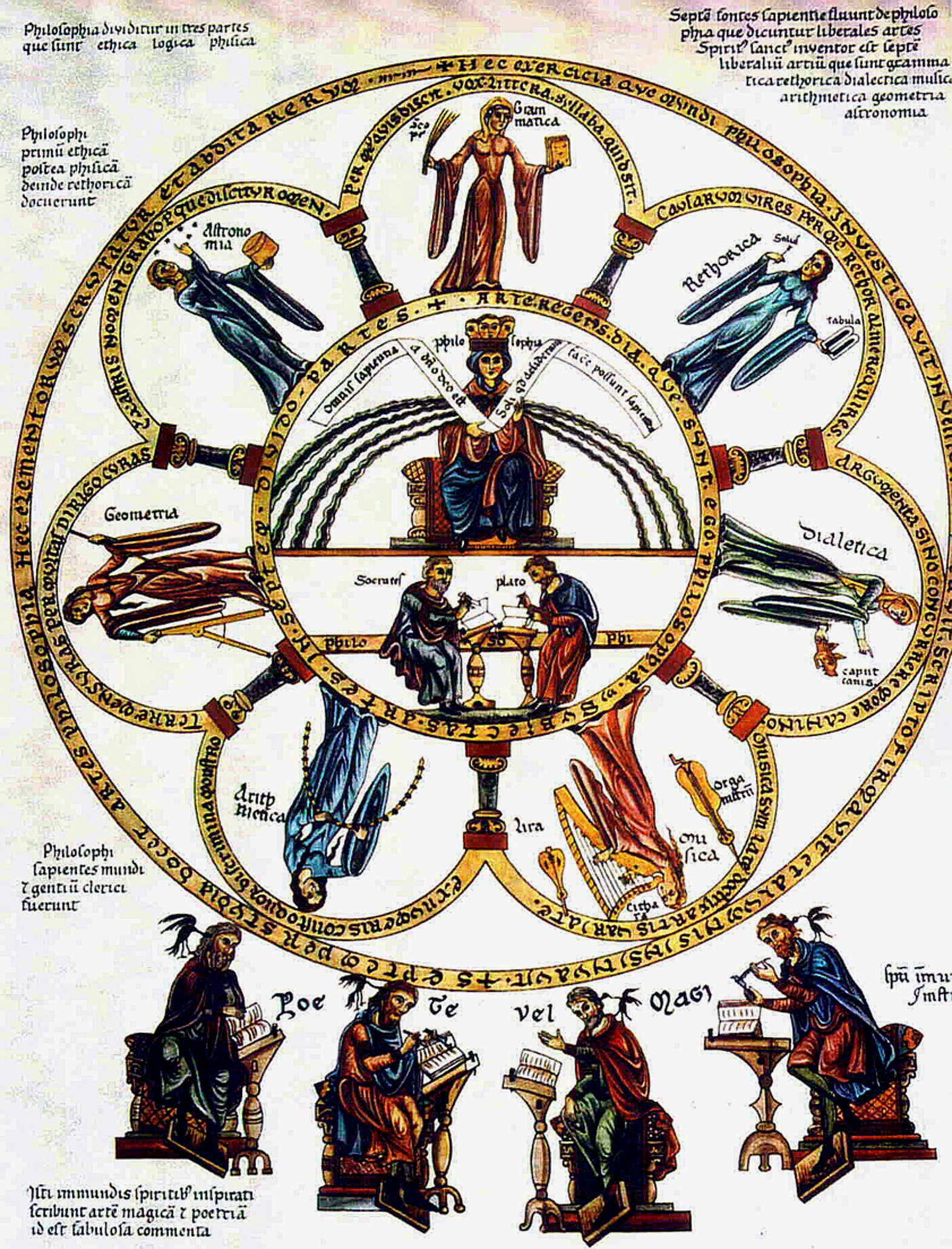
هفت هنر لیبرال از "باغ لذت" اثر هراد فون لندسبرگ (حدود 1180)

تریوییم (به انگلیسی : Trivium) دوره نخستین از علوم آزاد سه‌گانه در قرون‌وسطی بود که در عهد شارلمانی پایه‌گذاری شده بودند. آن علوم سه‌گانه عبارتند از: منطق، دستور زبان و علم‌خطابت.